# 小利亞赫維河
42°06′39″N 44°02′00″E / 42.1108°N 44.0332°E

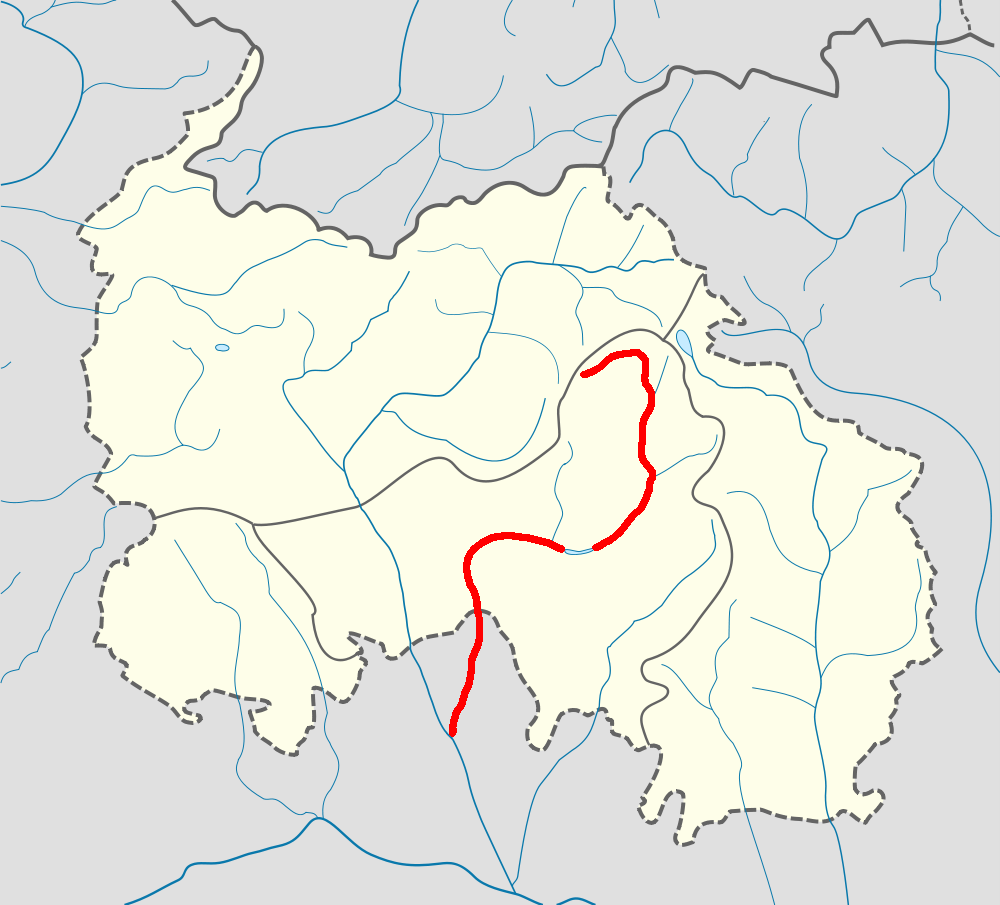

小利亞赫維河是格魯吉亞的河流，位於該國中部，處於首都第比利斯西北面80公里，屬於大利亞赫維河的左支流，河道全長63公里，流域面積513平方公里。